# Have A Nice Trip
Have A Nice Trip es el cuarto álbum de estudio de la banda alemana de metal Die Apokalyptischen Reiter. 

## Descripción
- Have A Nice Trip tiene en la portada a los cuatro jinetes del apocalipsis.
- Este disco marcó un cambio en el estilo de Die Apokalyptischen Reiter, ya que con él logran llegar a otros tipos de público oyentes de metal más melódico.
- Como bonus posee un cover de la canción "Master of the wind" de Manowar.

## Participaciones especiales
- Frieder W. Bergner: Trombón en "Baila Conmígo"
- Daniel Hoffmann: Trompeta en "Baila Conmígo"
- Christian Rosenau: Guitarra acústica en "Baila Conmígo"
- Andy Classen: Guitarra adicional en "Warum?"
- Volk-Man: Guitarras en "Ride On"

## Lista de canciones
| N.º        | Título                            | duración | traducción                                  |
| ---------- | --------------------------------- | -------- | ------------------------------------------- |
| 1          | Vier Reiter stehen bereit         | 3:42     | Cuatro Jinetes están Listos                 |
| 2          | Warum?                            | 3:36     | ¿Por qué?                                   |
| 3          | Sehnsucht                         | 4:10     | Deseo                                       |
| 4          | Terra Nola                        | 4:48     | Nuestra Tierra                              |
| 5          | We Will Never Die                 | 3:49     | Nunca Moriremos                             |
| 6          | Baila Conmígo                     | 3:51     | Baila Conmigo                               |
| 7          | Ride On                           | 2:47     | Galopar                                     |
| 8          | Du kleiner Wicht                  | 2:46     | Pequeñísimo Rendido                         |
| 9          | Komm                              | 3:11     | Ven                                         |
| 10         | Das Paradies                      | 5:00     | El Paraíso                                  |
| 11         | Fatima                            | 3:56     | Fatima                                      |
| 12         | Wo die Geister ganz still sterben | 4:13     | Adonde el alcohol esta totalmente reservado |
| 13         | Seid Willkommen                   | 4:14     | Sean Bienvenidos                            |
| 14 (Bonus) | Master Of The Wind                | 5:53     | Amo del viento                              |

- Datos: Q5683485